# Keisuke Saka
Keisuke Saka (坂 圭祐 Saka Keisuke?), född 7 maj 1995 i Mie prefektur, är en japansk fotbollsspelare.
Saka började sin karriär 2018 i Shonan Bellmare. Med Shonan Bellmare vann han japanska ligacupen 2018.